# Liste der ehemaligen Kulturdenkmale in Meiningen
Die Liste ehemaliger Kulturdenkmale in Meiningen ist eine Teilliste der Liste der Kulturdenkmale in Meiningen und führt ehemalige nicht mehr existierende Einzeldenkmale in der Kreisstadt Meiningen in Südthüringen auf. Die Erfassung aller Denkmale in die Denkmalliste der Unteren Denkmalschutzbehörde in Meiningen ist noch nicht abgeschlossen. Die Liste erhebt somit keinen Anspruch auf Vollständigkeit.

## Legende
- Bild: zeigt ein Bild des Kulturdenkmals und gegebenenfalls einen Link zu weiteren Fotos des Kulturdenkmals im Medienarchiv Wikimedia Commons
- Bezeichnung: Name, Bezeichnung oder die Art des Kulturdenkmals
- Lage: Wenn vorhanden Straßenname und Hausnummer des Kulturdenkmals; Grundsortierung der Liste erfolgt nach dieser Adresse. Der Link Karte führt zu verschiedenen Kartendarstellungen und nennt die Koordinaten des Kulturdenkmals.
 Kartenansicht, um Koordinaten zu setzen – in dieser Kartenansicht sind Kulturdenkmale ohne Koordinaten mit einem roten bzw. orangen Marker dargestellt und können in der Karte gesetzt werden. Kulturdenkmale ohne Bild sind mit einem blauen bzw. roten Marker gekennzeichnet, Kulturdenkmale mit Bild mit einem grünen bzw. orangen Marker.
- Datierung: gibt das Jahr der Fertigstellung beziehungsweise das Datum der Erstnennung oder den Zeitraum der Errichtung an
- Beschreibung: bauliche und geschichtliche Einzelheiten des Kulturdenkmals, vorzugsweise die Denkmaleigenschaften
- ID: Die ID identifiziert das Kulturdenkmal eindeutig. In Thüringen sind aktuell keine IDs veröffentlicht. In der ID-Spalte kann sich auch folgendes Icon  befinden, dies führt zu Angaben zu diesem Kulturdenkmal bei Wikidata.

## Ehemalige Denkmale
| Bild | Bezeichnung   | Lage                                     | Datierung | Beschreibung | ID |
| --- | ------------- | ---------------------------------------- | --------- | --- | -- |
| Fotos hochladen                                                                                                   | Geschäftshaus | Anton-Ulrich-Straße 12 Kernstadt (Karte) | 1998      | Wohn- und Geschäftshaus: verputztes Fachwerkhaus, 2018 abgerissen.                                                                               |    |
| [[Vorlage:Bilderwunsch/code!/O:!/C:50.566092,10.414096!/D:Anton-Ulrich-Straße 28 Kernstadt, Geschäftshaus!/\|BW]] | Geschäftshaus | Anton-Ulrich-Straße 28 Kernstadt (Karte) |           | komplett umgebaut und modernisiert. |    |
| [[Vorlage:Bilderwunsch/code!/O:!/C:50.573511,10.415324!/D:Bernhardstraße 14 Kernstadt, Palais!/\|BW]]             | Palais        | Bernhardstraße 14 Kernstadt (Karte)      |           | Abriss, an gleicher Stelle ein Neubau. |    |
| Fotos hochladen                                                                                                   | Wohnhaus      | Ernestiner Straße 6 Kernstadt (Karte)    |           | gemeinsam mit dem Nachbargebäude Nr. 8 Anfang der 2000er Jahre abgerissen und durch einen Neubau ersetzt (das braune Haus in Bildmitte).         |    |
| Fotos hochladen                                                                                                   | Wohnhaus      | Freitagsgasse 2 Kernstadt (Karte)        | 1993      | Fachwerkhaus: Wohnhaus mit Hofdurchfahrt, nicht sanierungsfähig, in den 2010er Jahren abgerissen.                                                |    |
| [[Vorlage:Bilderwunsch/code!/O:!/C:50.564042,10.414991!/D:Neu-Ulmer-Straße 47 Kernstadt, Logenhaus!/\|BW]]        | Logenhaus     | Neu-Ulmer-Straße 47 Kernstadt (Karte)    |           | Logenhaus (1873–1905), später Fabrikgebäude, in den 1990er Jahren abgerissen.                                                                    |    |
| [[Vorlage:Bilderwunsch/code!/O:!/C:50.566213,10.415581!/D:Töpfemarkt 10 Kernstadt, Wohnhaus!/\|BW]]               | Wohnhaus      | Töpfemarkt 10 Kernstadt (Karte)          |           | Wohnhaus, abgerissen, an gleicher Stelle ein Neubau.                                                                                             |    |
| BW | Wohnhaus      | Walldorf, Freier Platz 13 (Karte)        | 2007      | Wohnhaus |    |
| BW | Wohnhaus      | Walldorf, Freier Platz 15 (Karte)        | 2007      | Wohnhaus, 2021 abgerissen. |    |
| BW | Wohnhaus      | Walldorf, Fritz-Aßmus-Straße 21 (Karte)  | 2007      | abgerissen, an gleicher Stelle der Neubau des Altenpflegezentrums „Werra-Aue“.                                                                   |    |
| BW | Schloss       | Walldorf, Fritz-Aßmus-Straße (Karte)     |           | Schloss Walldorf: ab 1706 erbautes Marschalksches Schloss, 2013 abgerissen, an der Stelle befindet sich heute der „Marschalk von Ostheim-Platz“. |    |
| BW | Wohnhaus      | Walldorf, Kleffelgasse 2 (Karte)         | 2007      | abgerissen (?) |    |
| Fotos hochladen                                                                                                   | Gasthof       | Walldorf, Spitalstraße 8/10 (Karte)      |           | ehemaliger Gasthof „Zum Adler“, abgerissen. |    |
| BW | Gasthof       | Walldorf, Tanzberg 10 (Karte)            | 2007      | ehemaliger Gasthof „Zur Krone“, abgerissen. |    |